# Palorchestes
Genre
Espèces de rang inférieur
- † Palorchestes azael Owen, 1873 (espèce type)
- Palorchestes anulus Black 1997[1]
- Palorchestes painei Woodburne. 1967
- Palorchestes parvus De Vis, 1895[2]
- Palorchestes pickeringi
- Palorchestes selestiae Mackness, 1995[3]

Palorchestes (« ancien sauteur ») est un genre fossile de gros marsupiaux herbivores australiens de la famille des Palorchestidae, qui a vécu du Miocène au Pléistocène supérieur. Comme d'autres Palorchestidés, il avait une région nasale très rétractée, suggérant qu'il avait une lèvre préhensile, ainsi que des pattes antérieures griffues très inhabituelles qui étaient utilisées pour saisir la végétation.

## Taxonomie
Le nom générique a été inventé en 1873 par le paléontologue Richard Owen, qui a été le premier à trouver ce qu'il pensait être la mâchoire fragmentaire d'un kangourou préhistorique et a dérivé le nom des termes grecs anciens pour « ancien » et « sauteur ». Bien qu'Owen ait explicitement indiqué l'étymologie du nom dans sa description, le paléontologue Harold Fletcher a publié une traduction en « l'ancien danseur » en 1945.

## Classification
La description d'Owen comme kangourou géant a été révisée en 1958 par Jack T. Woods du Queensland Museum, rapprochant le genre de l'ordre des Diprotodontia. Lorsque d'autres éléments postcrâniens ont été découverts, Palorchestes a été classé parmi les Diprotodontidés.
Le genre est apparenté à d'autres genres de diprotodontidés, Ngapakaldia et Pitikantia, d'abord rassemblés dans la sous-famille des Palorchestinae (Ruben A. Stirton, 1967), laquelle a ensuite été élevée au rang de famille (Michael Archer et Alan Bartholomai, 1978).

## Histoire évolutive
Un autre genre est probablement l'ancêtre de ces espèces, nommé Propalorchestes. Il partageait certaines caractéristiques des molaires, mais avait une mâchoire et donc un museau plus courts.

## Description

Schéma complet du crâne

L'espèce la mieux connue, Palorchestes azael, avait une taille similaire à celle d'un cheval, mesurant environ 2,5 m de long, avec des estimations de la masse basées sur l'humérus et le fémur indiquant que sa masse corporelle aurait pu dépasser 1 000 kg. Les espèces de Palorchestes avaient quatre pattes puissantes, les pattes avant portant de grandes griffes, semblables à celles d'un koala, qu'ils utilisaient probablement pour arracher les feuilles et arracher l'écorce des arbres. La longue symphyse de la mandibule de toutes les espèces de Palorchestes indique que leur langue était longue et protrusive, comme celle d'une girafe. L'apparence des os nasaux des animaux suggère qu'ils possédaient une courte trompe, d'où le surnom de « tapir marsupial ». Cependant, une étude récente qui a examiné la morphologie crânienne de diverses espèces de Palorchestes et du genre apparenté de Propalorchestes a montré un fort soutien en faveur de lèvres préhensiles bien développées, plutôt qu'une trompe semblable à celle du tapir.
Un détail structurel de la première molaire est considéré comme caractéristique de ce genre, le développement d'un maillon médian au niveau de la couronne, le distinguant des premiers genres Propalorchestes et d'autres genres du Miocène,. La denture et les caractéristiques morphologiques du genre indiquent qu'ils broutaient des matières végétales telles que des arbustes et des racines.

## Distribution et habitat
Des spécimens de Palorchestes ont été trouvés sur plus de 30 sites de l'est du continent australien (Sahul à l'époque), datés du Pliocène et du Pléistocène. Le genre est le mieux représenté par l'espèce plus récente P. azael. Des restes de P. azael ont été trouvés sur le site fossilifère des Naracoorte Caves, en Australie. Le genre est représenté dans la biostratigraphie des sites de mammifères de Riversleigh, devenant abondant dans les dépôts datés plus récemment, ce qui, avec d'autres taxons diprotodontoïdes, fournit des preuves qui peuvent être corrélées à une analyse similaire d'autres sites en Australie et ailleurs. Quatre crânes de Palorchestes ont été identifiés à Alcoota, en Australie centrale.

## Paléobiologie

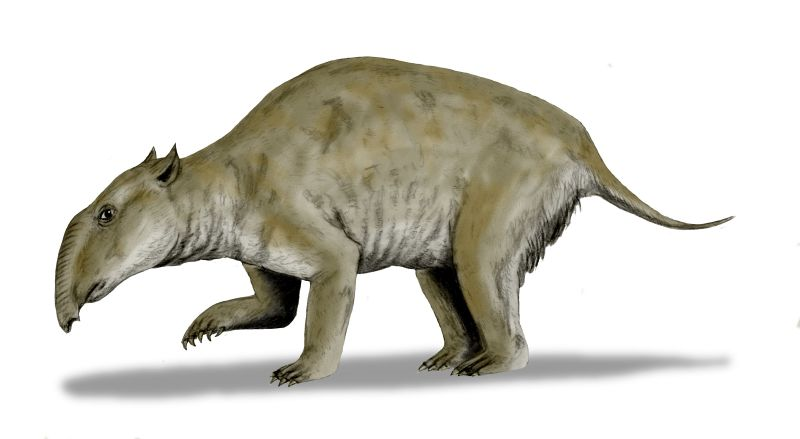
Une reconstruction obsolète de P. azael avec une trompe

La morphologie du crâne, des dents et l'analyse des micro-usures dentaires suggèrent que Palorchestes était un brouteur sélectif. La morphologie inhabituelle des palorchestidés rend leur écologie difficile à interpréter. Le coude de Palorchestes avait une amplitude de mouvement inhabituellement limitée, ce qui signifie que les membres antérieurs se seraient étalés lorsque l'animal marchait à quatre pattes. Palorchestes utilisait probablement ses membres antérieurs pour atteindre le feuillage et se nourrissait peut-être en position bipède. En raison de l'extrême rareté de ses restes, certains auteurs l'ont interprété comme un animal solitaire qui avait de grandes aires de répartition et des taux de reproduction lents.
Les crânes de Palorchestes présentent de grandes ouvertures nasales, ce qui a conduit à une théorie selon laquelle l'animal avait une grande trompe. Des orbites oculaires extrêmement petites suggèrent une vision très limitée, et Palochestes pourrait donc s'être principalement fié à l'olfaction.

## Liste des espèces
Le genre est représenté dans les fossiles par cinq ou six espèces,,
- Palorchestes
  - P. anulus Karen H. Black 1997[1]
  - P. azael Owen
  - P. painei Woodburne, 1967
  - P. parvus De Vis, 1895[2]
  - P. pickeringi
  - P. selestiae Mackness, 1995[3].

Le fossile dentaire d'un jeune adulte découvert dans des dépôts du Pléistocène dans la région de Darling Downs, dans le sud-est du Queensland, bien que limité par la rareté des spécimens et des restes comparables du genre, était différent de P. azael, P. parvus et P. painei. Le spécimen fournit la preuve d'une sympatrie avec une autre espèce du genre, plutôt que la séquence apparente de forme et de taille du milieu du Miocène à l'ère récente, et peut représenter une nouvelle espèce ou un dimorphisme sexuel chez une espèce plus petite.

## Reconstitutions

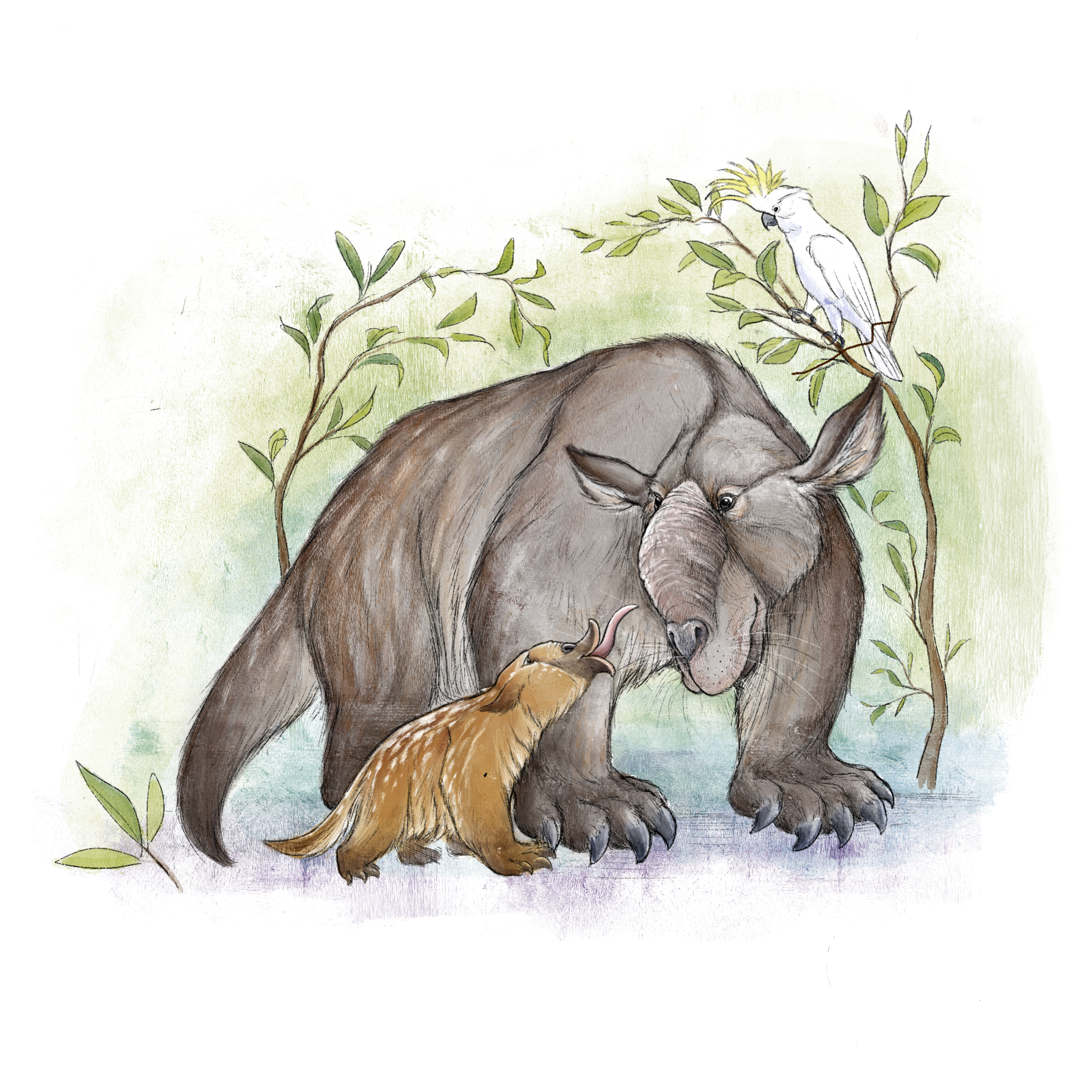
Reconstitution d'un adulte et d'un juvénile

Suivant les conceptions d'Owen et d'autres chercheurs comme étant un macropodidé, un très grand ancêtre des kangourous modernes, l'Australian Museum de Sydney a commandé une reconstitution de modèle qui a été exposée au cours des premières décennies du XXe siècle. Un article d'intérêt général avec des photographies et des détails décrivant le processus de construction, reproduisant un « kangourou géant » qui pouvait atteindre 3 mètres de haut, a été publié dans le magazine du musée. Des révisions de la taille et de la forme du genre, toujours en tant que grand kangourou, ont réduit sa taille et sa posture estimées dans les années 1940, et un nouveau modèle a été achevé en 1945. Lorsque Jack Woods a présenté ses preuves de sa relation avec les diprotodontes, les directeurs du musée national ont ordonné que leur reconstitution soit détruite. Mike Archer rapporte que le modèle serait enterré dans les jardins du Centennial Park de Sydney.
Le rostre du genre a été étudié par Alan Bartholomai en 1978, modifiant à nouveau la conception de l'apparence des animaux dans une reconstruction visuelle de P. painei. Une illustration de Peter Schouten a été publiée par l'Australian Museum, adoptant le modèle de type tapir qui est devenu largement populaire. La conception ultérieure d'un animal plus proche d'un paresseux terrestre a été produite par Anne Musser au début du 21e siècle.
L'art rupestre ancien représentant des animaux tels que les thylacines, que l'on pensait avoir disparu sur le continent, a été interprété comme incluant des représentations de Palochestes ; le contour de la peinture d'un animal ressemble au modèle ultérieur du paresseux terrestre dans la reconstruction de Musser et d'autres.